# Anisogramma virgultorum
Anisogramma virgultorum är en svampart som först beskrevs av Elias Fries, och fick sitt nu gällande namn av Theiss. & Syd. 1917. Enligt Catalogue of Life ingår Anisogramma virgultorum i släktet Anisogramma,  och familjen Valsaceae, men enligt Dyntaxa är tillhörigheten istället släktet Anisogramma,  och familjen Gnomoniaceae. Arten är reproducerande i Sverige. Inga underarter finns listade i Catalogue of Life.